# Vladimír Husák
Vladimír Husák (* 23. října 1944 Moskva) je slovenský architekt, který se dlouhodobě zabývá tématem technických památek a průmyslového dědictví.
Je synem komunistického politika a československého prezidenta Gustáva Husáka a herečky a režisérky Magdy Husákové-Lokvencové.
Ve své práci zdůrazňuje význam vzniku průmyslové epochy na Slovensku pro hospodářský a technický rozvoj Evropy, což je podle jeho slov veřejností a zejména vlastníky z důvodu neznalosti hluboce podceňováno.

## Publikace
- HUSÁK, Vladimír. K nanebovzatiu pivovaru Stein. In: Projekt. ISSN 1335-2180, 2014, roč. LVI, č. 2, s. 44 - 51.
- HUSÁK, V. Technické pamiatky priemyselnej architektúry. In: GREGOROVÁ, J. - GREGOR, P. Prezentácia architektonického dedičstva II. Bratislava : Perfekt, 2008. ISBN 978-80-8046-394-6. s. 146 - 158.
- HUSÁK, Vladimír. Industriálne dielo – fenomén vedy a umenia : Priemyselné pamiatky, problém hodnoty a obsah štruktúry kultúrnych hodnôt historickej industriálnej architektúry. In: Umenie na Slovensku v historických a kultúrnych súvislostiach 2008 : vedecká konferencia 22.-23.10.2008, Trnava. Trnava : Ben&M, 2009. ISBN 978-80-970246-0-4. s. 41-57.
- HUSÁK, V. Metodické prístupy k dokumentácii priemyselnej architektúry, jej záchrany, prezentácie a využitia. In: PATSCHOVÁ, M. Metodológia obnovy architektonického dedičstva. Bratislava : Slovenská technická univerzita, 2000. ISBN 80-227-1446-1. s. 152 – 156.
- HUSÁK, Vladimír. Návrh systému výskumu, dokumentácie, ochrany, prezentácie a využitia objektov historických zariadení hutníckej výroby a ich stôp v teréne. červenec – říjen 1996. Zdroj: Archív PÚ SR, Bratislava, označení: T4128/a.